# Алексеев, Сергей Петрович (режиссёр)
Сергей Петрович Алексеев (13 сентября 1896, Москва — 2 февраля 1969, там же) — советский режиссёр театра, кино и телевидения, актёр, сценарист, народный артист РСФСР (1964).

## Биография
Родился в Москве в 1896 году в дворянской семье. В 1914 году окончил живописное отделение Художественного училища Ф. Рерберга, в 1916 — актёрское отделение студии театра им. В. Ф. Комиссаржевской и стал актёром этого театра (1916—1930). С 1925 года — режиссёр массовых представлений и фестивалей. В 1930-е годы вместе со своим другом — Борисом Михайловичем Филипповым участвовал в создании ЦДРИ.
В 1931—1934 и 1939—1941 годах — художественный руководитель литературно-драматической редакции Всесоюзного радио, режиссёр оперных спектаклей в концертном исполнении. Кроме этого — режиссёр театра им. Октябрьской революции, Первого театра для детей, театра Главполитпути. В 1934—1944 годах — режиссёр Малого театра и художественный руководитель его фронтового филиала.
В 1944—1950 годах — режиссёр театра Группы Советских войск в Германии.
С 1947 года стал одним из первых создателей художественного телевидения. Разработал и внедрил многокамерную систему в кино для снятия телевизионных спектаклей (1963).
В 1950—1959 годах был главным режиссёром литературно-драматической редакции Центрального телевидения СССР.
В 1961—1964 годах — режиссёр, с 1967 года — художественный руководитель объединения «Телефильм» киностудии «Мосфильм». Один из первых режиссёров телевизионного кино. Художественный руководитель фильма «Жизнь сначала» (1961).
В 1941—1946 годах был главным режиссёром Фронтовых театров.
Последние годы работал с А. А. Галичем над сценарием художественного фильма о Ф. И. Шаляпине.
Умер в Москве 2 февраля 1969 года, похоронен на Ваганьковском кладбище (39 уч.).
Жена — Вера Бернардовна Алексеева-Закс, актриса театра и дочь — Лидия Ишимбаева, телевизионный режиссёр похоронены там же.

## Награды
- орден «Знак Почёта» (26.10.1949)
- народный артист РСФСР (1964)
- заслуженный артист РСФСР (1937)

## Фильмография

### Режиссёр
- 1951 — Правда — хорошо, а счастье лучше (первый советский фильм-спектакль)
- 1952 — Горе от ума (фильм-спектакль)
- 1954 — Жилец (короткометражный)
- 1957 — Пигмалион (фильм-спектакль)
- 1960 — Сердца должны гореть (фильм-спектакль)
- 1960 — Евгения Гранде
- 1963 — Теперь пусть уходит
- 1965 — Совесть

### Сценарист
- 1960 — Евгения Гранде
- 1962 — Закон Антарктиды
- 1963 — Теперь пусть уходит